# Cassiano di Benevento
Cassiano di Benevento (IV secolo) è stato vescovo di Benevento, venerato come santo dalla Chiesa cattolica.

## Biografia
Nei cataloghi tradizionali dei vescovi di Benevento san Cassiano è considerato come 17º vescovo, se si ammette come protovescovo san Fotino (I secolo), oppure come 5º vescovo, se si pone come primo vescovo beneventano san Gennaro (IV secolo). Succedette sulla cattedra di Benevento a sant'Apollonio.
Nelle fonti letterarie, è menzionato per la prima volta da Filippo Ferrari (1625), che lo indica come «quartus episcopus post S. Ianuarium»; le successive opere di De Vipera (1636) e di Sarnelli (1691) lo danno invece come 17º vescovo beneventano.
Ricordato in testi liturgici medievali beneventani, è collocato attorno al 311 dal De Vipera, mentre Ughelli e Sarnelli lo attestano più correttamente attorno al 340. Non esiste tuttavia nessun documento storico che dia ulteriori informazioni sulla vita di questo santo e sull'epoca precisa in cui ha vissuto.
La sua memoria era celebrata a Benevento il 12 agosto e a lui, nel XII secolo, era dedicata una chiesa, come attesta un diploma relativo ai beni posseduti dall'abbazia di Santa Sofia di Benevento.
Data la vicinanza della celebrazione di san Cassiano di Benevento (12 agosto) con quella di san Cassiano di Imola (13 agosto), Lanzoni ritiene che si tratti del medesimo santo imolese, venerato a Benevento il giorno precedente e poi impropriamente inserito nella cronotassi dei vescovi locali. L'ipotesi di Lanzoni non è tuttavia sostenuta da alcuna prova.
Oggi san Cassiano di Benevento è venerato dalla Chiesa cattolica nel Martirologio romano alla data dell'11 agosto: A Benevento, in Campania, san Cassiano, vescovo. 